# Giro d'Italia Ciclocross 2014-2015
De Giro d'Italia Ciclocross 2014-2015 was het 7de seizoen van het regelmatigheidscriterium in het veldrijden. De Giro d'Italia Ciclocross werd georganiseerd door A.S.D. Romano Scotti en bestond uit 5 crossen in Italië. 

## Puntenverdeling
De top vijftien ontving punten aan de hand van de volgende tabel:
| Positie | 1  | 2  | 3  | 4  | 5  | 6  | 7  | 8 | 9 | 10 | 11 | 12 | 13 | 14 | 15 |
| Punten  | 30 | 26 | 22 | 19 | 16 | 13 | 11 | 9 | 8 | 6  | 5  | 4  | 3  | 2  | 1  |

## Mannen elite

### Kalender en podia
| Datum      | Locatie                                                 | Cat. | Eerste            | Tweede             | Derde            | Leider in het klassement |         |
| ---------- | ------------------------------------------------------- | ---- | ----------------- | ------------------ | ---------------- | ------------------------ | ------- |
| 26/10/2014 | Giro d’Italia Ciclocross Fiuggi, Fiuggi                 | C2   | Gioele Bertolini  | Marco Ponta        | Enrico Franzoi   | Gioele Bertolini         | details |
| 02/11/2014 | Giro d’Italia Ciclocross Isola d'Elba, Portoferraio     | C2   | Gioele Bertolini  | Marco Ponta        | Nadir Colledani  | Gioele Bertolini         | details |
| 07/12/2014 | Giro d’Italia Ciclocross Rossano Veneto, Rossano Veneto | C2   | Vincent Baestaens | Jens Vandekinderen | Gioele Bertolini | Gioele Bertolini         | details |
| 14/12/2014 | Giro d’Italia Ciclocross Padova, Silvelle               | C2   | Marco Fontana     | Gioele Bertolini   | Nadir Colledani  | Gioele Bertolini         | details |
| 06/01/2015 | Giro d’Italia Ciclocross Roma, Rome                     | C2   | Marco Fontana     | Gioele Bertolini   | Marco Ponta      | Gioele Bertolini         | details |

### Eindstand
| Pos. | Renner            | Team                          | FIU | POR | VEN | SIL | ROM | Punten |
| ---- | ----------------- | ----------------------------- | --- | --- | --- | --- | --- | ------ |
| 1    | Gioele Bertolini  | Selle Italia Guerciotti Elite | 30  | 30  | 22  | 26  | 26  | 134    |
| 2    | Marco Ponta       | Selle Smp Dama Merida Drc     | 26  | 26  | 7   | 7   | 22  | 88     |
| 3    | Nadir Colledani   | Trentino Rosa Anima Nera      | 13  | 22  | 11  | 22  | 16  | 84     |
| 4    | Marco Fontana     | Cannondale Factory Racing     | –   | –   | –   | 30  | 30  | 60     |
| 5    | Elia Silvestri    | Selle Italia Guerciotti Elite | 19  | 9   | 6   | 11  | 4   | 49     |
| 6    | Stefano Capponi   | Drake Team NWsport            | 11  | 16  | P   | 1   | 11  | 39     |
| 7    | Enrico Franzoi    | Smp-Essegi2                   | 22  | –   | 16  | –   | P   | 38     |
| 8    | Lorenzo Samparisi | Selle Smp Dama Merida Drc     | 5   | 19  | 5   | P   | 5   | 34     |
| 9    | Vincent Baestaens | BKCP-Powerplus                | –   | –   | 30  | –   | –   | 30     |
| 10   | Luca de Nicola    | S.S. Lazio Ciclismo           | 9   | 11  | 1   | P   | 9   | 30     |

## Vrouwen elite

### Kalender en podia
| Datum      | Locatie                                                 | Cat. | Eerste              | Tweede              | Derde               | Leidster in het klassement         |         |
| ---------- | ------------------------------------------------------- | ---- | ------------------- | ------------------- | ------------------- | ---------------------------------- | ------- |
| 26/10/2014 | Giro d’Italia Ciclocross Fiuggi, Fiuggi                 | C2   | Alice Maria Arzuffi | Chiara Teocchi      | Rebecca Gariboldi   | Alice Maria Arzuffi                | details |
| 02/11/2014 | Giro d’Italia Ciclocross Isola d'Elba, Portoferraio     | C2   | Chiara Teocchi      | Alice Maria Arzuffi | Nicoletta Bresciani | Alice Maria Arzuffi Chiara Teocchi | details |
| 07/12/2014 | Giro d’Italia Ciclocross Rossano Veneto, Rossano Veneto | C2   | Eva Lechner         | Alice Maria Arzuffi | Anna Oberparleiter  | Alice Maria Arzuffi                | details |
| 14/12/2014 | Giro d’Italia Ciclocross Padova, Silvelle               | C2   | Chiara Teocchi      | Alice Maria Arzuffi | Alessia Bulleri     | Alice Maria Arzuffi                | details |
| 06/01/2015 | Giro d’Italia Ciclocross Roma, Rome                     | C2   | Eva Lechner         | Alice Maria Arzuffi | Chiara Teocchi      | Alice Maria Arzuffi                | details |

### Eindstand
| Pos. | Renster              | Team                          | FIU | POR | VEN | SIL | ROM | Punten |
| ---- | -------------------- | ----------------------------- | --- | --- | --- | --- | --- | ------ |
| 1    | Alice Maria Arzuffi  | Selle Italia Guerciotti Elite | 30  | 26  | 26  | 26  | 26  | 134    |
| 2    | Chiara Teocchi       | Bianchi Idro Drain            | 26  | 30  | 16  | 30  | 22  | 124    |
| 3    | Alessia Bulleri      | Gruppo Sportivo Forestale     | 19  | 13  | 11  | 22  | 19  | 84     |
| 4    | Rebecca Gariboldi    | A.S.D Lissone MTB             | 22  | 16  | P   | 16  | 16  | 70     |
| 5    | Eva Lechner          | Team Colnago-Südtirol         | –   | –   | 30  | –   | 30  | 60     |
| 6    | Nicoletta Bresciani  | Scott Racing Team             | 11  | 22  | 9   | 13  | –   | 55     |
| 7    | Alice Torcianti      | Superbike Team ASD            | 13  | 19  | P   | 5   | 5   | 42     |
| 8    | Anna Oberparleiter   | Carraro Team Trentino         | –   | –   | 22  | 19  | –   | 41     |
| 9    | Giovanna Michieletto | C.S. Libertas Scorzè          | 6   | 11  | 2   | 6   | 13  | 38     |
| 10   | Elena Valentini      | Selle Italia Guerciotti Elite | 9   | –   | 19  | P   | –   | 28     |

Kampioenschappen:  Wereldkampioenschappen · 
 Europese kampioenschappen · 
 Belgische kampioenschappen · 
 Nederlandse kampioenschappen
Klassementen:  Wereldbeker · 
 Superprestige · 
 Bpost bank trofee · 
 EKZ CrossTour · 
 TOI TOI Cup ·
 Coupe de France ·
 National Trophy Series ·
 Giro d'Italia Ciclocross
Overig:  Soudal Classics
2011-2012 · 
2012-2013 · 
2013-2014 · 
2014-2015 · 
2015-2016 · 
2016-2017 ·
2017-2018 ·
2018-2019 ·
2019-2020 ·
2020-2021 ·
2021-2022